# Voie verte du chemin de fer de Central Otago
La voie verte du chemin de fer de Central Otago est une piste de marche, de vélo et d'équitation de 50 kilomètres située dans l'Île du Sud de la Nouvelle-Zélande. Projet pionnier pour la Nouvelle-Zélande, cette voie verte à succès a rejoint l'organisation faîtière New Zealand Cycle Trail (en) en 2012. 
La piste forme un arc de cercle entre Middlemarch et Clyde, sur le tracé de l'ancien chemin de fer de Central Otago (en). Elle est devenue une attraction touristique populaire, avec 10 000 à 12 000 utilisateurs par an selon une estimation prudente, avec augmentation continue des utilisateurs annuels pendant 6 des 7 dernières années (à partir de 2011). Elle est également, de loin, le plus grand facteur économique non agricole de la région de Maniototo - Alexandra. 

## Histoire
La ligne de chemin de fer originelle a été achevée au début du XXe siècle et a fourni un lien entre Central Otago et Dunedin jusqu'à sa fermeture en 1990. Les 64 premiers kilomètres restent ferroviaires,  les quatre premiers kilomètres sont exploités par KiwiRail et les 60 suivants, à travers les gorges de Taieri jusqu'à Middlemarch, le sont par les chemins de fer de Dunedin comme attraction touristique. Le ministère néo-zélandais de la Conservation a réalisé que le reste du trajet vers Clyde avait un potentiel touristique et a acheté la voie après que les rails et les traverses eurent été récupérés.
Depuis, la voie est une attraction importante de la région, vu par exemple le fort intérêt de nombreux groupes dans un atelier en 2011, où 120 personnes ont assisté à une discussion sur l'avenir de cette voie et sur la meilleure manière d'encourager les utilisateurs à rester plus longtemps dans la région. 

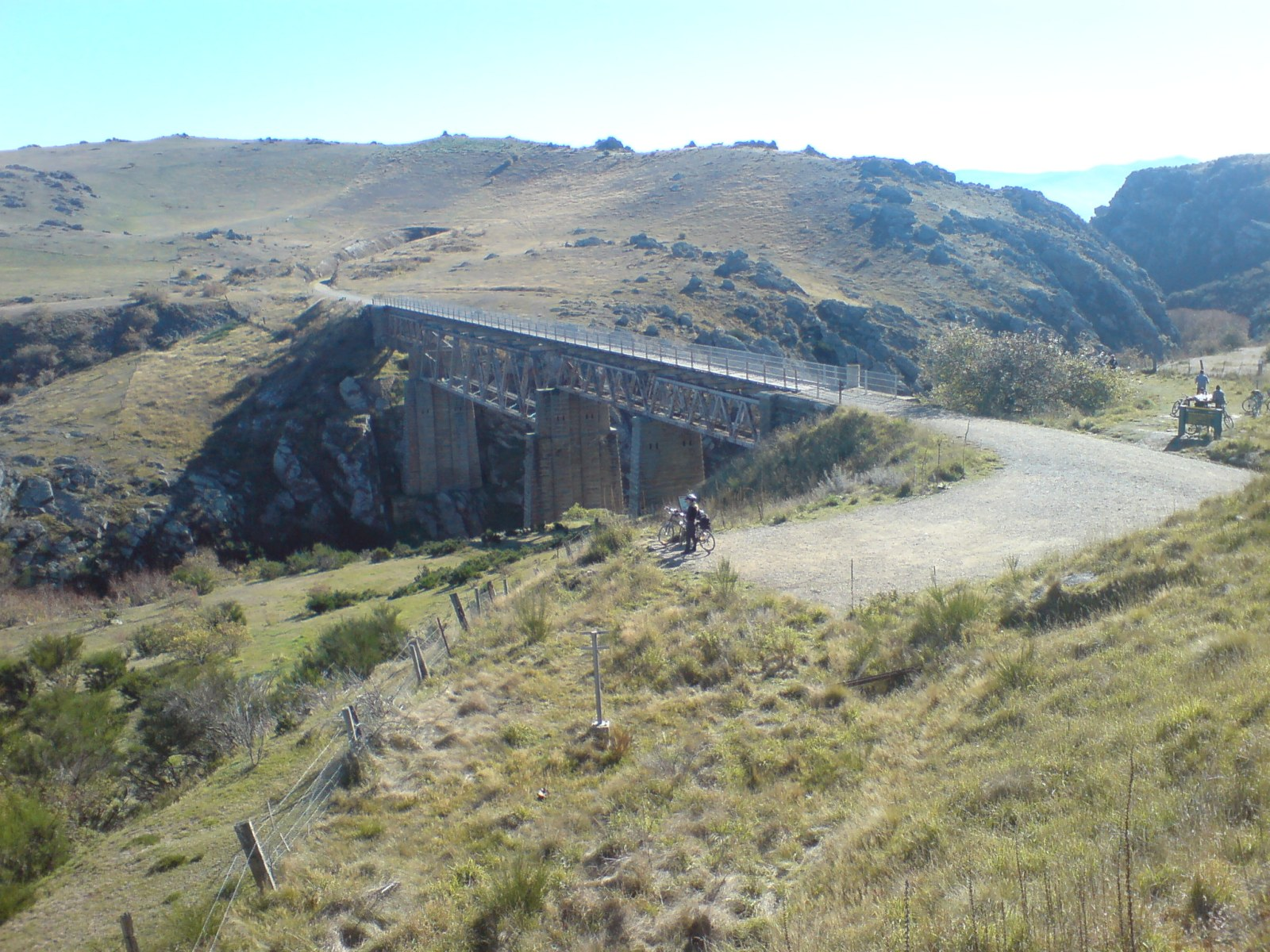
Viaduc ex ferroviaire.

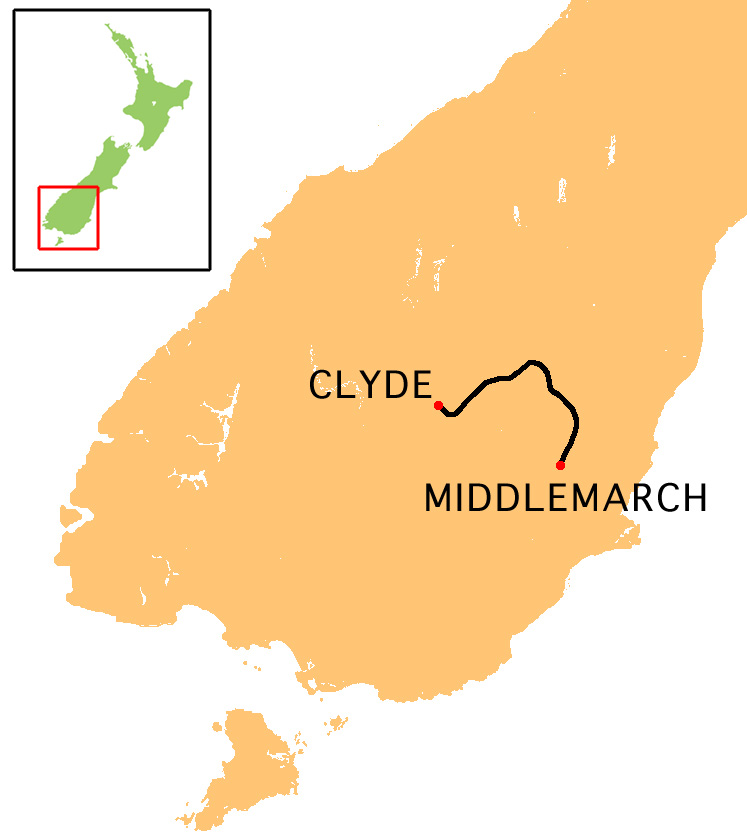
Tracé de la voie verte.